# Amblyopone bellii
Amblyopone bellii é uma espécie de formiga do gênero Amblyopone.